# Horseshoe Las Vegas
Pour les articles homonymes, voir Bally et Horseshoe.
Le Horseshoe Las Vegas, anciennement le MGM Grand Hôtel et Casino et Bally's Las Vegas, est un hôtel avec casino situé sur le Las Vegas Strip. Il est détenu et exploité par Casears Entertainement. L'hôtel dispose de 2 814 chambres, un espace de réunion et un casino de 6 200 m2. Environ 75 % des chambres sont dans la tour nord, qui ont été rénovées en 2004. Les autres chambres sont situées dans la nouvelle tour sud, construite en 1981. Caesars Entertainment a annoncé au printemps 2013 qu'ils allaient entièrement rénover cette tour et la renommer le "Jubilé" Tour. Une des caractéristiques de la signature de l'hôtel est l'éclairage au néon. La station dispose d'un grand centre commercial situé un étage au-dessous du casino, incluant plusieurs restaurants. L'hôtel produit le spectacle "Jubilé" depuis 1981. Le 21 novembre 1980, l'hôtel a été le site de l'un des pires incendies à grande échelle des États-Unis, 84 personnes y ont perdu la vie. Il apparaît dans le jeu vidéo Grand Theft Auto: San Andreas sous le nom de The High Roller.

## Histoire
Le 21 novembre 1980, l'hôtel subit un incendie qui causera 84 morts et près de 750 blessés.

## Les services de l'hôtel

### Les chambres
- chambres
  - jubilee room
  - indigo tower classic 1 king
  - indigo tower classic 2 queens
  - indigo tower deluxe 1 king
  - indigo tower deluxe 2 queens
  - petsay indigo tower deluxe

- suites
  - bally's penthouses
  - bally's jubilee tower celebrity suites
  - bally's indigo tower celebrity suites
  - bally's jubilee suites
  - bally's indigo tower suites
  - bally's townhouse suite

### Les bars et restaurants
L'hôtel compte 2 814 chambres, réparties sur 26 étages, et dans deux tours séparées.
Le casino dispose d'une superficie de 6 225 m2 offrant plus de 1 500 machines à sous, de nombreuses tables de jeux et un Race & Sport book (salle de paris sportifs) comptant 285 places assises, 11 écrans géants pour voir les courses en direct et 210 écrans individuels pour voir les résultats de chaque course.
L'hôtel compte de nombreux restaurants :
| - Asia - Al Dente - Bally's Steakhouse - Sidewalk Café |  | - Sterling Brunch - Nosh Snack Bar - Java Coast - Terrace Café - The Big Kitchen Buffet. |

Parmi les autres commodités :
- Deux bars : Téquila bar et Sully's bar.
- Une piscine, un jacuzzi et un Spa (The Spa at Bally's).
- Plusieurs divertissements : le fameux spectacle Jubilee ! et The Price is Right - Live.
- Une petite galerie marchande (Bally's Avenue) reliant le Bally's au Paris Las Vegas. Ce petit centre commercial dispose de  trois restaurants : Sbarro Italian Eatery, Johnny's Delicatessen, et le Ichiban restaurant.
- Un centre de convention de 16 258 m².

Le monorail de Las Vegas a une station située au Bally's.